# Idlewild South
Albums de The Allman Brothers Band
The Allman Brothers Band At Fillmore East
Idlewild South est le second album de The Allman Brothers Band, sorti en 1970.
À la différence de leur premier album, Idlewild South rencontra un franc succès tant commercial que critique. Sur cet album, le groupe adopte des morceaux plus courts et plus légers, ce qui facilite leur diffusion radio. Deux titres se dégagent de l'album : Midnight Rider et Revival. Ce dernier, tout comme In Memory of Elizabeth Reed (qui deviendra un des lives instrumentaux incontournables du groupe), augure de l'influence à l'écriture de Dickey Betts au sein du groupe.
L'album tire son nom d'un ranch dans lequel se rencontraient fréquemment les membres du groupe en Géorgie, dont le nom fait lui-même référence à un aéroport de la ville de New York, l'Idlewild Airport.
L'album fut réédité sous la forme d'un double-album (avec le premier album The Allman Brothers Band) nommé Beginnings (Atco SD 2-805). L'album fut réédité au format CD en 1997 (Capricorn 314-531258-2).

## Pistes
| No | Titre                                      | Durée |
| -- | ------------------------------------------ | ----- |
| 1. | Revival (Dicky Betts)                      | 4:05  |
| 2. | Don't Keep Me Wonderin' (Gregg Allman)     | 3:31  |
| 3. | Midnight Rider (Gregg Allman)              | 2:59  |
| 4. | In Memory of Elizabeth Reed (Dickey Betts) | 6:56  |
| 5. | Hoochie Coochie Man (Willie Dixon)         | 4:57  |
| 6. | Please Call Home (Gregg Allman)            | 4:02  |
| 7. | Leave My Blues at Home (Gregg Allman)      | 4:17  |

## Personnel
- Gregg Allman (chant, piano, orgue)
- Duane Allman (lead, slide, et acoustic guitar)
- Dickey Betts (lead guitar)
- Berry Oakley (basse, chant sur Hoochie Coochie Man et Midnight Rider)
- Butch Trucks (batterie)
- Jai Johnny "Jaimoe" Johanson (batterie, congas)
- invité Thom "Ace" Doucette (harmonica et tambourin)